# المقنزعة (الرضمة)

تعديل مصدري - تعديل

المقنزعة محلة تابعة لقرية بيت عدنة، التابعة لعزلة كحلان بمديرية الرضمة إحدى مديريات محافظة إب في الجمهورية اليمنية.، بلغ تعداد سكانها 66 حسب تعداد اليمن لعام 2004.